# 罗涛
罗涛（1953年—），山东邹平人，汉族，中华人民共和国政治人物、全国人民代表大会黑龙江地区代表。
毕业于北京广播电视大学工业企业经营管理专业，加入中国共产党。担任中国有色矿业集团有限公司总经理、党委副书记。2013年，被选为全国人大代表。